# Manduca bergarmatipes
Manduca bergarmatipes là một loài bướm đêm thuộc họ Sphingidae. M. bergarmatipes gặp ở Argentina.